# Bahnrad-Weltcup 2011/12
Der UCI-Bahnrad-Weltcup 2011/2012 (2011–2012 UCI Track Cycling World Cup) fand zwischen dem 4. November 2011 und dem 19. Februar 2012 statt und bestand aus vier Wettbewerben in Astana, Cali, Peking und London, wobei er in Astana und London erstmals ausgetragen wurde. Die in dieser Weltcup-Saison errungenen Platzierungen waren für die Qualifikation für die Olympischen Spiele 2012 in London mitentscheidend, aufgeschlüsselt nach Einzel- sowie Nationen- bzw. Mannschaftswertung. Der letzte Lauf des Weltcups fand als vorolympischer Testwettkampf im London Olympic Velodrome statt, das für die Olympischen Spiele 2012 errichtet wurde. Den Abschluss der Olympiaqualifikation bilden die UCI-Bahn-Weltmeisterschaften 2012 in Melbourne im April.
Einzelne Disziplinen, wie Zweier-Mannschaftsfahren oder Einerverfolgung, die nicht mehr zum olympischen Programm gehören, wurden auf Wunsch des jeweiligen Veranstalters dennoch beim Weltcup ausgetragen.
Neben den Nationalmannschaften gehen bei Bahnradsport-Wettbewerben auch Profi-UCI Track Teams an den Start.
Die deutsche Nationalmannschaft gewann den Gesamt-Weltcup. Die erfolgreichsten Athleten waren der Deutsche Maximilian Levy und die Chinesin Guo Shuang.

## Austragungsorte
| Datum                | Ort    |
| -------------------- | ------ |
| 4.–6. November 2011  | Astana |
| 1.–3. Dezember 2011  | Cali   |
| 12.–15. Januar 2012  | Peking |
| 16.–19. Februar 2012 | London |

## Frauen

### 500-m-Zeitfahren
Ergebnisse
| Ort    | Siegerin        | Zweite              | Dritte           |
| ------ | --------------- | ------------------- | ---------------- |
| Astana | Olga Panarina   | Sandie Clair        | Miriam Welte     |
| Peking | Lisandra Guerra | Anastassija Woinowa | MSP Shi Jingjing |

Gesamtwertung
| Pos. | Fahrerin                | Ast | Cal | Pek | Lon | Pkt |
| ---- | ----------------------- | --- | --- | --- | --- | --- |
| 1.   | MTT Anastassija Woinowa | 5   |     | 10  |     | 15  |
| 2.   | Lisandra Guerra         |     |     | 12  |     | 12  |
| 3.   | Olga Panarina           | 12  |     |     |     | 12  |
| 4.   | Sandie Clair            | 10  |     |     |     | 10  |
| 5.   | MSP Shi Jingjing        |     |     | 8   |     | 8   |
| 6.   | Miriam Welte            | 8   |     |     |     | 8   |
| 7.   | Gintarė Gaivenytė       |     |     | 7   |     | 7   |
| 8.   | Jessica Varnish         | 7   |     |     |     | 7   |
| 9.   | Natasha Hansen          |     |     | 6   |     | 6   |
| 10.  | Willy Kanis             | 6   |     |     |     | 6   |

### Sprint
Ergebnisse
| Ort    | Siegerin        | Zweite             | Dritte             |
| ------ | --------------- | ------------------ | ------------------ |
| Astana | Ljubow Schulika | Anna Meares        | Olga Panarina      |
| Cali   | Kristina Vogel  | Virginie Cueff     | Wiktorija Baranowa |
| Peking | Guo Shuang      | Simona Krupeckaitė | GPC Lin Junhong    |
| London | Guo Shuang      | Anna Meares        | Lee Wai-sze        |

Gesamtwertung
| Pos. | Fahrerin           | Ast | Cal | Pek | Lon | Pkt |
| ---- | ------------------ | --- | --- | --- | --- | --- |
| 1.   | Guo Shuang         |     |     | 12  | 12  | 24  |
| 2.   | Kristina Vogel     | 6   | 12  |     | 4   | 22  |
| 3.   | Anna Meares        | 10  |     |     | 10  | 20  |
| 4.   | Lee Wai-sze        | 1   | 4   | 7   | 8   | 20  |
| 5.   | Simona Krupeckaitė | 7   | 2   | 10  |     | 19  |
| 6.   | Wiktorija Baranowa | 5   | 8   |     |     | 13  |
| 7.   | Ljubow Schulika    | 12  |     |     |     | 12  |
| 8.   | Lisandra Guerra    |     |     | 6   | 5   | 11  |
| 9.   | Virginie Cueff     |     | 10  |     |     | 10  |
| 10.  | GPC Lin Junhong    | 8   |     |     |     | 8   |

### Keirin
Ergebnisse
| Ort    | Siegerin           | Zweite             | Dritte               |
| ------ | ------------------ | ------------------ | -------------------- |
| Astana | Clara Sanchez      | Kristina Vogel     | Jekaterina Gnidjenko |
| Cali   | Simona Krupeckaitė | Kristina Vogel     | Virginie Cueff       |
| Peking | Guo Shuang         | Simona Krupeckaitė | Daniela Larreal      |
| London | Simona Krupeckaitė | Lee Wai-sze        | Guo Shuang           |

Gesamtwertung
| Pos. | Fahrerin             | Ast | Cal | Pek | Lon | Pkt |
| ---- | -------------------- | --- | --- | --- | --- | --- |
| 1.   | Simona Krupeckaitė   | 4   | 12  | 10  | 12  | 38  |
| 2.   | Jekaterina Gnidjenko | 8   | 6   | 7   |     | 21  |
| 3.   | Ljubow Schulika      | 7   | 7   |     | 7   | 21  |
| 4.   | Guo Shuang           |     |     | 12  | 8   | 20  |
| 5.   | Kristina Vogel       | 10  | 10  |     |     | 20  |
| 6.   | Clara Sanchez        | 12  |     |     | 4   | 16  |
| 7.   | Lee Wai-sze          |     |     |     | 10  | 10  |
| 8.   | Anna Meares          | 5   |     |     | 5   | 10  |
| 9.   | Daniela Larreal      |     |     | 8   |     | 8   |
| 10.  | Virginie Cueff       |     | 8   |     |     | 8   |

### Teamsprint
Ergebnisse
| Ort    | Siegerinnen                                               | Zweite                                       | Dritte                                          |
| ------ | --------------------------------------------------------- | -------------------------------------------- | ----------------------------------------------- |
| Astana | Australien Anna Meares Kaarle McCulloch                   | Ukraine Olena Zjos Ljubow Schulika           | Deutschland Miriam Welte Kristina Vogel         |
| Cali   | Deutschland Miriam Welte Kristina Vogel                   | Ukraine Olena Zjos Ljubow Schulika           | Russland Anastassija Woinowa Wiktorija Baranowa |
| Peking | Volksrepublik China Gong Jinjie Guo Shuang                | Litauen Simona Krupeckaitė Gintarė Gaivenytė | MSP Xu Yulei Shi Jingjing                       |
| London | Vereinigtes Königreich Jessica Varnish Victoria Pendleton | Australien Anna Meares Kaarle McCulloch      | Gong Jinjie Guo Shuang                          |

Gesamtwertung
| Pos. | Team                   | Ast | Cal | Pek | Lon | Pkt |
| ---- | ---------------------- | --- | --- | --- | --- | --- |
| 1.   | Volksrepublik China    | 3   | 6   | 12  | 8   | 29  |
| 2.   | Deutschland            | 8   | 12  |     | 6   | 26  |
| 3.   | Ukraine                | 10  | 10  | 5   |     | 25  |
| 4.   | Australien             | 12  |     |     | 10  | 22  |
| 5.   | Russland               | 5   | 8   | 4   | 5   | 22  |
| 6.   | Vereinigtes Königreich | 7   |     | 1   | 12  | 20  |
| 7.   | Litauen                | 1   | 5   | 10  | 4   | 20  |
| 8.   | Niederlande            | 4   | 7   | 6   | 1   | 18  |
| 9.   | Frankreich             | 6   |     |     | 7   | 13  |
| 10.  | GPC                    |     |     | 7   | 2   | 9   |

### Einerverfolgung
Ergebnisse
| Ort    | Siegerin       | Zweite            | Dritte            |
| ------ | -------------- | ----------------- | ----------------- |
| Cali   | Alison Shanks  | Wendy Houvenaghel | Lessja Kalytowska |
| London | Joanna Rowsell | Alison Shanks     | Amy Cure          |

Gesamtwertung
| Pos. | Fahrerin          | Cal | Lon | Pkt |
| ---- | ----------------- | --- | --- | --- |
| 1.   | Alison Shanks     | 12  | 10  | 22  |
| 2.   | Joanna Rowsell    |     | 12  | 12  |
| 3.   | Wendy Houvenaghel | 10  |     | 10  |
| 4.   | Amy Cure          |     | 8   | 8   |
| 5.   | Lessja Kalytowska | 8   |     | 8   |
| 6.   | Vilija Sereikaitė |     | 7   | 7   |
| 7.   | Sarah Kent        | 7   |     | 7   |
| 8.   | Jasmin Glaesser   |     | 6   | 6   |
| 9.   | Vaida Pikauskaitė | 6   |     | 6   |
| 10.  | Pascale Schnider  | 3   | 3   | 6   |

### Mannschaftsverfolgung
Ergebnisse
| Ort    | Siegerinnen                                                       | Zweite                                                | Dritte                                                       |
| ------ | ----------------------------------------------------------------- | ----------------------------------------------------- | ------------------------------------------------------------ |
| Astana | Niederlande Kirsten Wild Amy Pieters Ellen van Dijk               | Volksrepublik China Jiang Fan Jiang Wenwen Liang Jing | Deutschland Lisa Brennauer Charlotte Becker Madeleine Sandig |
| Cali   | Vereinigtes Königreich Laura Trott Wendy Houvenaghel Sarah Storey | Neuseeland Lauren Ellis Jaime Nielsen Alison Shanks   | Vereinigte Staaten Sarah Hammer Jennie Reed Lauren Tamayo    |
| Peking | Ukraine Switlana Haljuk Jelysaweta Botschkarjowa Ljubow Schulika  | Belarus Tatjana Scharakowa Aksana Papko Alena Dylko   | Volksrepublik China Jiang Fan Jiang Wenwen Liang Jin         |
| London | Vereinigtes Königreich Laura Trott Danielle King Joanna Rowsell   | Kanada Tara Whitten Gillian Carleton Jasmin Glaesser  | Australien Annette Edmondson Amy Cure Josephine Tomic        |

Gesamtwertung
| Pos. | Team                   | Mel | Cal | Pek | Lon | Pkt |
| ---- | ---------------------- | --- | --- | --- | --- | --- |
| 1.   | Vereinigtes Königreich |     | 12  |     | 12  | 24  |
| 2.   | Neuseeland             |     | 10  | 7   | 5   | 22  |
| 3.   | Ukraine                | 2   | 5   | 12  | 2   | 21  |
| 4.   | Niederlande            | 12  | 1   |     | 7   | 20  |
| 5.   | Australien             | 6   | 6   |     | 8   | 20  |
| 6.   | Volksrepublik China    | 10  |     | 8   | 1   | 19  |
| 7.   | Belarus                | 5   | 3   | 10  |     | 18  |
| 8.   | Litauen                |     | 7   | 6   | 4   | 17  |
| 9.   | Kanada                 |     | 4   |     | 10  | 14  |
| 10.  | Vereinigte Staaten     |     | 8   |     | 6   | 14  |

### Omnium
Ergebnisse
| Ort    | Siegerin                | Zweite            | Dritte             |
| ------ | ----------------------- | ----------------- | ------------------ |
| Astana | RVL Jewgenija Romanjuta | Danielle King     | Huang Li           |
| Cali   | Sarah Hammer            | Tara Whitten      | Laura Trott        |
| Peking | RVL Jewgenija Romanjuta | GPC Huang Li      | Małgorzata Wojtyra |
| London | Sarah Hammer            | Annette Edmondson | Laura Trott        |

Gesamtwertung
| Pos. | Fahrerin                | Ast | Cal | Pek | Lon | Pkt |
| ---- | ----------------------- | --- | --- | --- | --- | --- |
| 1.   | GPC Huang Li            | 8   | 6   | 10  | 4   | 28  |
| 2.   | Sarah Hammer            |     | 12  |     | 12  | 24  |
| 3.   | RVL Jewgenija Romanjuta | 12  |     | 12  |     | 24  |
| 4.   | Tara Whitten            |     | 10  |     | 7   | 17  |
| 5.   | Laura Trott             |     | 8   |     | 8   | 16  |
| 6.   | Aušrinė Trebaitė        | 2   | 7   | 3   | 3   | 15  |
| 7.   | Małgorzata Wojtyra      |     | 4   | 8   |     | 12  |
| 8.   | Kirsten Wild            | 6   |     |     | 5   | 11  |
| 9.   | Annette Edmondson       |     |     |     | 10  | 10  |
| 10.  | Danielle King           | 10  |     |     |     | 10  |

### Punktefahren
Ergebnisse
| Ort    | Siegerin     | Zweite              | Dritte              |
| ------ | ------------ | ------------------- | ------------------- |
| Astana | Na A-reum    | Stephanie Pohl      | Elena Cecchini      |
| Peking | Aksana Papko | Katarzyna Pawłowska | RVL Viktoria Kondel |

Gesamtwertung
| Pos. | Fahrerin              | Ast | Pek | Lon | Pkt |
| ---- | --------------------- | --- | --- | --- | --- |
| 1.   | Elena Cecchini        | 8   |     | 6   | 14  |
| 2.   | Aksana Papko          |     |     | 12  | 12  |
| 3.   | Na A-reum             | 12  |     |     | 12  |
| 4.   | Katarzyna Pawłowska   |     |     | 10  | 10  |
| 5.   | Stephanie Pohl        | 10  |     |     | 10  |
| 6.   | RVL Viktoria Kondel   |     |     | 8   | 8   |
| 7.   | FFA Marta Tagliaferro |     |     | 7   | 7   |
| 8.   | Gillian Carleton      | 7   |     |     | 7   |
| 9.   | Jarmila Machačová     | 6   |     |     | 6   |
| 10.  | Anna Nahirna          |     |     | 5   | 5   |

### Scratch
Ergebnisse
| Ort    | Siegerin        | Zweite              | Dritte            |
| ------ | --------------- | ------------------- | ----------------- |
| Cali   | Kelly Druyts    | Katarzyna Pawłowska | Na A-reum         |
| London | Melissa Hoskins | Jarmila Machačová   | Lessja Kalytowska |

Gesamtwertung
| Pos. | Fahrerin            | Cal | Lon | Pkt |
| ---- | ------------------- | --- | --- | --- |
| 1.   | Kelly Druyts        | 12  | 5   | 17  |
| 2.   | Melissa Hoskins     |     | 12  | 12  |
| 3.   | Jarmila Machačová   |     | 10  | 10  |
| 4.   | Katarzyna Pawłowska | 10  |     | 10  |
| 5.   | Yumari González     | 5   | 4   | 9   |
| 6.   | Lessja Kalytowska   |     | 8   | 8   |
| 7.   | Na A-reum           |     | 8   | 8   |
| 8.   | Sofía Arreola       | 6   | 2   | 8   |
| 9.   | CTF Laura Basso     |     | 7   | 7   |
| 10.  | Leire Olaberria     | 7   |     | 7   |

## Männer

### 1000-m-Zeitfahren
Ergebnisse
| Ort    | Sieger          | Zweiter              | Dritter              |
| ------ | --------------- | -------------------- | -------------------- |
| Cali   | François Pervis | Simon van Velthooven | Filip Ditzel         |
| London | Stefan Nimke    | Michaël D’Almeida    | Simon van Velthooven |

Gesamtwertung
| Pos. | Fahrer               | Cal | Lon | Pkt |
| ---- | -------------------- | --- | --- | --- |
| 1.   | Simon van Velthooven | 10  | 8   | 18  |
| 2.   | Stefan Nimke         |     | 12  | 12  |
| 3.   | François Pervis      | 12  |     | 12  |
| 4.   | ERD Joachim Eilers   | 7   | 5   | 12  |
| 5.   | Michaël D’Almeida    |     | 10  | 10  |
| 6.   | Filip Ditzel         | 8   |     | 8   |
| 7.   | Matthew Crampton     |     | 7   | 7   |
| 8.   | Zhang Miao           |     | 6   | 6   |
| 9.   | Francesco Ceci       |     | 6   | 6   |
| 10.  | Hugo Haak            |     | 5   | 5   |

### Sprint
Ergebnisse
| Ort    | Sieger               | Zweiter             | Dritter               |
| ------ | -------------------- | ------------------- | --------------------- |
| Astana | SKY Chris Hoy        | MTT Denis Dmitrijew | JAY Shane Perkins     |
| Cali   | ERD Stefan Bötticher | Maximilian Levy     | ERD Robert Förstemann |
| Peking | Charlie Conord       | Zhang Lei           | MTT Denis Dmitrijew   |
| London | SKY Chris Hoy        | Maximilian Levy     | Robert Förstemann     |

Gesamtwertung
| Pos. | Fahrer                | Ast | Cal | Pek | Lon | Pkt |
| ---- | --------------------- | --- | --- | --- | --- | --- |
| 1.   | SKY Chris Hoy         | 12  |     |     | 12  | 24  |
| 2.   | Maximilian Levy       |     | 10  |     | 10  | 20  |
| 3.   | MTT Denis Dmitrijew   | 10  |     | 8   |     | 18  |
| 4.   | ERD Robert Förstemann | 7   | 8   |     |     | 15  |
| 5.   | Njisane Phillip       | 3   | 5   | 4   | 2   | 14  |
| 6.   | Charlie Conord        |     |     | 12  |     | 12  |
| 7.   | ERD Stefan Bötticher  |     | 12  |     |     | 12  |
| 8.   | Kévin Sireau          | 5   |     |     | 7   | 12  |
| 9.   | Zhang Lei             |     |     | 10  |     | 10  |
| 10.  | René Enders           | 2   | 7   |     |     | 9   |

### Keirin
Ergebnisse
| Ort    | Sieger             | Zweiter         | Dritter          |
| ------ | ------------------ | --------------- | ---------------- |
| Astana | Christos Volikakis | SKY Chris Hoy   | Sergei Borissow  |
| Cali   | Maximilian Levy    | François Pervis | Hersony Canelón  |
| Peking | François Pervis    | Sergei Borissow | Andrew Taylor    |
| London | SKY Chris Hoy      | René Enders     | Mickaël Bourgain |

Gesamtwertung
| Pos. | Fahrer                | Ast | Cal | Pek | Lon | Pkt |
| ---- | --------------------- | --- | --- | --- | --- | --- |
| 1.   | SKY Chris Hoy         | 10  |     |     | 12  | 22  |
| 2.   | François Pervis       |     | 10  | 12  |     | 22  |
| 3.   | ERD Maximilian Levy   | 6   | 12  |     |     | 18  |
| 4.   | Sergei Borissow       | 8   |     | 10  |     | 18  |
| 5.   | Christos Volikakis    | 12  |     |     | 2   | 14  |
| 6.   | Teun Mulder           |     | 7   |     | 7   | 14  |
| 7.   | René Enders           |     |     |     | 10  | 10  |
| 8.   | Josiah Ng             | 7   | 2   |     |     | 9   |
| 9.   | CCR Kazunari Watanabe |     |     | 7   |     | 7   |
| 10.  | YSD Azizulhasni Awang |     | 6   |     | 3   | 9   |

### Teamsprint
Ergebnisse
| Ort    | Sieger                                                            | Zweiter                                                            | Dritter                                                          |
| ------ | ----------------------------------------------------------------- | ------------------------------------------------------------------ | ---------------------------------------------------------------- |
| Astana | Team Erdgas.2012 Joachim Eilers Robert Förstemann Maximilian Levy | Team Jayco-AIS Matthew Glaetzer Shane Perkins Scott Sunderland     | Frankreich Mickaël Bourgain Michaël D’Almeida Kévin Sireau       |
| Cali   | Deutschland René Enders Maximilian Levy Stefan Nimke              | Team Erdgas.2012 Robert Förstemann Stefan Bötticher Joachim Eilers | Venezuela César Marcano Hersony Canelón Ángel Pulgar             |
| Peking | MTT Sergei Borissow Denis Dmitrijew Sergei Kutscherow             | Volksrepublik China Cheng Changsong Zhang Lei Zhang Miao           | Neuseeland Matthew Archibald Edward Dawkins Simon van Velthooven |
| London | René Enders Robert Förstemann Maximilian Levy                     | Frankreich Grégory Baugé Michaël D’Almeida Kévin Sireau            | Vereinigtes Königreich Ross Edgar Jason Kenny Chris Hoy          |

Gesamtwertung
| Pos. | Team                   | Mel | Cal | Pek | Lon | Pkt |
| ---- | ---------------------- | --- | --- | --- | --- | --- |
| 1.   | Deutschland            | 7   | 12  |     | 12  | 31  |
| 2.   | Moscow Track Team      | 6   | 3   | 12  | 4   | 25  |
| 3.   | Frankreich             | 8   | 7   |     | 10  | 25  |
| 4.   | Team Erdgas            | 12  | 10  | 7   |     | 22  |
| 5.   | Niederlande            | 5   | 6   | 4   | 2   | 17  |
| 6.   | Venezuela              | 1   | 8   | 7   |     | 16  |
| 7.   | Volksrepublik China    |     |     | 10  | 5   | 15  |
| 8.   | Neuseeland             |     |     | 8   | 6   | 14  |
| 9.   | Polen                  | 3   | 5   | 5   |     | 13  |
| 10.  | Vereinigtes Königreich | 4   |     |     | 8   | 12  |

### Einerverfolgung
Ergebnisse
| Ort    | Sieger       | Zweiter          | Dritter       |
| ------ | ------------ | ---------------- | ------------- |
| Astana | Glenn O’Shea | Dominique Cornu  | Nikias Arndt  |
| Peking | Peter Latham | Mitchell Mulhern | Kévin Labèque |

Gesamtwertung
| Pos. | Fahrer                  | Ast | Cal | Pek | Lon | Pkt |
| ---- | ----------------------- | --- | --- | --- | --- | --- |
| 1.   | Peter Latham            |     |     | 12  |     | 12  |
| 2.   | Glenn O’Shea            | 12  |     |     |     | 12  |
| 3.   | Mitchell Mulhern        |     |     | 10  |     | 10  |
| 4.   | Dominique Cornu         | 10  |     |     |     | 10  |
| 5.   | Kévin Labèque           |     |     | 8   |     | 8   |
| 6.   | Nikias Arndt            | 8   |     |     |     | 8   |
| 7.   | Waleri Kaikow           |     |     | 7   |     | 7   |
| 8.   | Rasmus Christian Quaade | 7   |     |     |     | 7   |
| 9.   | Sergei Schilow          |     |     | 6   |     | 6   |
| 10.  | Jenning Huizenga        | 6   |     |     |     | 6   |

### Mannschaftsverfolgung
Ergebnisse
| Ort    | Sieger                                                               | Zweiter                                                                          | Dritter                                                                               |
| ------ | -------------------------------------------------------------------- | -------------------------------------------------------------------------------- | ------------------------------------------------------------------------------------- |
| Astana | RusVelo Jewgeni Kowaljow Iwan Kowaljow Alexei Markow Alexander Serow | Australien Edward Bissaker Alexander Edmondson Mitchell Mulhern Glenn O’Shea     | Niederlande Levi Heimans Jenning Huizenga Arno van der Zwet Wim Stroetinga            |
| Cali   | Neuseeland Sam Bewley Aaron Gate Marc Ryan Jesse Sergent             | Australien Luke Durbridge Rohan Dennis Michael Hepburn Mitchell Mulhern          | Dänemark Niki Byrgesen Casper von Folsach Rasmus Christian Quaade Christian Ranneries |
| Peking | RusVelo Jewgeni Kowaljow Iwan Kowaljow Alexei Markow Alexander Serow | Australien Edward Bissaker Alexander Edmondson Michael Freiberg Mitchell Mulhern | Neuseeland Westley Gough Cameron Karkowski Peter Latham Myron Simpson                 |
| London | Jack Bobridge Rohan Dennis Alexander Edmondson Michael Hepburn       | Vereinigtes Königreich Steven Burke Edward Clancy Peter Kennaugh Geraint Thomas  | Neuseeland Sam Bewley Aaron Gate Westley Gough Marc Ryan                              |

Gesamtwertung
| Pos. | Team                   | Mel | Cal | Pek | Lon | Pkt |
| ---- | ---------------------- | --- | --- | --- | --- | --- |
| 1.   | Australien             | 10  | 10  | 10  | 12  | 42  |
| 2.   | Neuseeland             |     | 12  | 8   | 8   | 28  |
| 3.   | RusVelo                | 12  |     | 12  |     | 24  |
| 4.   | Vereinigtes Königreich |     |     | 7   | 10  | 17  |
| 5.   | Belgien                | 6   | 3   | 1   | 7   | 17  |
| 6.   | Dänemark               | 7   | 8   |     | 1   | 16  |
| 7.   | Niederlande            | 8   |     | 3   | 5   | 16  |
| 8.   | Deutschland            | 5   | 5   | 4   |     | 14  |
| 9.   | Kolumbien              |     | 7   |     | 4   | 11  |
| 10.  | LOK                    | 2   | 4   | 2   | 3   | 11  |

### Omnium
Ergebnisse
| Ort    | Sieger              | Zweiter       | Dritter       |
| ------ | ------------------- | ------------- | ------------- |
| Astana | Roger Kluge         | Cho Ho-sung   | Elia Viviani  |
| Cali   | Juan Esteban Arango | Zach Bell     | Bryan Coquard |
| Peking | Glenn O’Shea        | Bryan Coquard | Nikias Arndt  |
| London | Juan Esteban Arango | Cho Ho-sung   | Zach Bell     |

Gesamtwertung
| Pos. | Fahrer              | Mel | Cal | Pek | Lon | Pkt |
| ---- | ------------------- | --- | --- | --- | --- | --- |
| 1.   | Bryan Coquard       | 4   | 8   | 10  | 6   | 28  |
| 2.   | Juan Esteban Arango |     | 12  |     | 12  | 24  |
| 3.   | Cho Ho-sung         | 10  | 3   |     | 10  | 23  |
| 4.   | Zach Bell           |     | 10  |     | 8   | 18  |
| 5.   | Roger Kluge         | 12  |     |     | 3   | 15  |
| 6.   | Elia Viviani        | 8   |     |     | 7   | 15  |
| 7.   | Martyn Irvine       |     | 6   | 6   | 2   | 14  |
| 8.   | Glenn O’Shea        |     |     | 12  |     | 12  |
| 9.   | Recep Ünalan        | 3   | 7   |     |     | 10  |
| 10.  | Michael Freiberg    | 5   | 5   |     |     | 10  |

### Punktefahren
Ergebnisse
| Ort    | Sieger         | Zweiter                | Dritter            |
| ------ | -------------- | ---------------------- | ------------------ |
| Cali   | Unai Elorriaga | Ingmar De Poortere     | Edwin Ávila        |
| London | Albert Torres  | LOK Kirill Sweschnikow | EUS Unai Elorriaga |

Gesamtwertung
| Pos. | Fahrer                 | Cal | Lon | Pkt |
| ---- | ---------------------- | --- | --- | --- |
| 1.   | EUS Unai Elorriaga     | 12  | 8   | 20  |
| 2.   | Edwin Ávila            | 8   | 6   | 14  |
| 3.   | Albert Torres          |     | 12  | 12  |
| 4.   | Ingmar De Poortere     | 10  | 2   | 12  |
| 5.   | LOK Kirill Sweschnikow |     | 10  | 10  |
| 6.   | Luis Sepúlveda         | 7   | 1   | 8   |
| 7.   | Wladimir Tutschew      | 5   | 3   | 8   |
| 8.   | Choi Ki Ho             |     | 7   | 7   |
| 9.   | Cyrille Thièry         | 6   |     | 6   |
| 10.  | Artur Jerschow         |     | 5   | 5   |

### Scratch
Ergebnisse
| Ort    | Sieger                 | Zweiter           | Dritter          |
| ------ | ---------------------- | ----------------- | ---------------- |
| Astana | Gijs Van Hoecke        | Ángel Darío Colla | Nikias Arndt     |
| Peking | LOK Kirill Sweschnikow | Albert Torres     | Alexandr Lisuski |

Gesamtwertung
| Pos. | Fahrer                 | Ast | Cal | Pek | Lon | Pkt |
| ---- | ---------------------- | --- | --- | --- | --- | --- |
| 1.   | LOK Kirill Sweschnikow | 12  |     |     |     | 12  |
| 2.   | Gijs Van Hoecke        | 10  |     |     |     | 12  |
| 3.   | Vivien Brisse          | 7   |     | 4   |     | 11  |
| 4.   | Albert Torres          |     |     | 10  |     | 10  |
| 5.   | Ángel Darío Colla      | 10  |     |     |     | 10  |
| 6.   | Alexandr Lisuski       |     |     | 8   |     | 8   |
| 7.   | Nikias Arndt           | 8   |     |     |     | 8   |
| 8.   | Tristan Marguet        |     |     | 7   |     | 7   |
| 9.   | Moreno De Pauw         |     |     | 6   |     | 6   |
| 10.  | Andreas Müller         | 6   |     |     |     | 6   |

### Madison
Ergebnisse
| Ort    | Sieger                            | Zweiter                       | Dritter                               |
| ------ | --------------------------------- | ----------------------------- | ------------------------------------- |
| Astana | Alexander Edmondson/Glenn O’Shea  | Silvan Dillier/Loïc Perizzolo | LOK Artur Jerschow/Kirill Sweschnikow |
| Cali   | Juan Esteban Arango/Weimar Roldán | Morgan Kneisky/Vivien Brisse  | Cyrille Thièry/Loïc Perizzolo         |
| Peking | Martin Bláha/Vojtěch Hačecký      | Kenny De Ketele/Tim Mertens   | David Muntaner/Albert Torres          |

Gesamtwertung
| Pos. | Fahrer      | Mel | Cal | Pek | Lon | Pkt |
| ---- | ----------- | --- | --- | --- | --- | --- |
| 1.   | Schweiz     | 10  | 8   | 6   |     | 24  |
| 2.   | Frankreich  |     | 10  | 7   |     | 17  |
| 3.   | Tschechien  | 3   |     | 12  |     | 15  |
| 4.   | Deutschland | 4   | 6   | 5   |     | 15  |
| 5.   | Belgien     | 1   | 3   | 10  |     | 14  |
| 6.   | Italien     | 6   | 7   |     |     | 13  |
| 7.   | Kolumbien   |     | 12  |     |     | 12  |
| 8.   | Australien  | 12  |     |     |     | 12  |
| 9.   | Niederlande | 7   | 1   | 2   |     | 10  |
| 10.  | Spanien     |     |     | 8   |     | 8   |

## Teamwertung
(Endstand nach vier Wettbewerben)
| Pos. | Nation/Team            | Ast | Cal | Pek | Lon | Pkt |
| ---- | ---------------------- | --- | --- | --- | --- | --- |
| 1.   | Deutschland            | 107 | 93  | 18  | 73  | 291 |
| 2.   | Frankreich             | 64  | 71  | 55  | 57  | 247 |
| 3.   | Australien             | 78  | 30  | 47  | 86  | 241 |
| 4.   | Vereinigtes Königreich | 44  | 30  | 13  | 116 | 203 |
| 5.   | Volksrepublik China    | 22  | 19  | 73  | 44  | 158 |
| 6.   | Niederlande            | 63  | 33  | 22  | 39  | 157 |
| 7.   | Neuseeland             |     | 48  | 51  | 46  | 154 |
| 8.   | Litauen                | 14  | 41  | 46  | 30  | 131 |
| 9.   | Ukraine                | 42  | 34  | 32  | 19  | 127 |
| 10.  | Belgien                | 40  | 35  | 34  | 16  | 125 |